# Марио Касун
Марио Касун (Винковци, 5. април 1980) је бивши хрватски кошаркаш. Играо је на позицији центра.

## Клупска каријера
Професионалну каријеру започео је кошаркашком клубу Зрињевац. Након две сезоне у загребачком клубу одлази у САД на универзитет Гонзага. Никада није заиграо за њих због тога што га је хрватски кошаркашки савез суспендовао и морао је две године преседети на клупи.
На НБА драфту 2002. године је изабран у 2. кругу (42. укупно) од стране Лос Анђелес клиперса. На исти дан драфта Орландо меџик откупљује права на њега, а Клиперси добијају новчану надокнаду. Он одлази у Европу и потписује за немачки Скајлајнерс Франкфурт. Са њима осваја Бундеслигу Немачке и учествује у УЛЕБ купу. 
Након две сезоне проведене у немачком клубу одлази натраг у Америку да игра за Орландо меџик. У сезони 2004/05. укупно је одиграо 45 утакмица за Орландо и просечно постизао за 2,6 поена и 2,8 скокова за 7,9 минута проведених на паркету. У следећој сезони одиграо је 28 утакмица и просечно је за 7,6 минута проведених на паркету постизао 2,9 поена и 2,1 скокова.
У јуну 2006. назад се враћа у Европу и потписује за шпанску Барселону. У Барселони су му се јавили проблеми са срцем те је на њему имао лакшу операцију. У Барселони нису хтели да ризикују с њим и споразумно су раскинули уговор. Није му пуно требало да пронађе нови клуб и одлази у турски Ефес Пилсен. Након две сезоне са њима враћа се у Хрватску и потписује за Загреб.
Сезону 2012/13. је почео у Монтепаски Сијени, али их је напустио већ у децембру 2012. У септембру 2013. одлази у Дубаи и потписује за Ал Васл, где проводи 2013/14. сезону. Након неколико година ван кошарке, Касун се 2018. године поново активирао и заиграо за хрватски Самобор.

## Репрезентација
Са репрезентацијом Хрватске наступао је на три Европска првенства, 2005, 2007. и 2009.